# Propension à payer
La propension à payer ou disposition à payer (en anglais, willingness to pay) est le prix auquel, ou en dessous duquel, un consommateur est prêt à acheter un bien. C'est un concept majeur de la théorie du consommateur en microéconomie. Elle est également utilisée en marketing et en stratégie d'entreprise.
Plus largement, elle désigne la façon dont un consommateur donné estime l'ordre de grandeur de prix qu'il est prêt à payer pour acquérir et consommer un bien ou un service donné. La différence entre le prix effectivement payé et la propension à payer forme le surplus du consommateur.

## Concept

### Une origine microéconomique
Le terme, issu de la microéconomie anglophone, est rarement utilisé par les praticiens français. Ceux-ci parlent plus volontiers de : prix d'acceptabilité ou de prix psychologique.
Cette propension dérive de la fonction d'utilité du consommateur. Comme il s'agit d'une information d'ordre privé connue du seul consommateur, le vendeur du bien analyse la « propension à payer » de ses clients ou prospects via une étude mettant en évidence la discrimination par les prix. Les méthodes de valuation contingente emploient des enquêtes - comptant sur le fait que les personnes interrogées ne seront vraisemblablement pas appelées réellement à payer pour le bien considéré - pour obtenir des réponses sincères.
Les variables déterminants de la propension à payer sont le niveau de revenu, la fréquence des rapports avec un produit, les préférences du consommateur, etc.
Ces études peuvent aider également à la tarification d'un service public ou d'un bien culturel donné.
Aucun consommateur ne révèle de manière explicite sa propension à payer pour chaque bien. Celle-ci est donc déterminée par tâtonnement. Cela conduit l'économiste Jean-Paul Betbeze à parler d'un « jeu de révélations successives ».

### Une utilisation en management stratégique
La capacité d'une entreprise à jauger de manière correcte la propension à payer des consommateurs est essentielle à la formulation d'une stratégie d'entreprise. Elle lui permet de mettre en place des tactiques au niveau de ses prix ou de ses promotions.
Ce concept a été mis en relation avec le modèle d'analyse des cinq forces de Porter. Ce dernier met en lumière la menace de produits de substitution pour une entreprise. La possibilité pour un consommateur d'acheter un substitut à un profit abaisse sa propension à payer pour ledit produit. Autrement dit, en présence de substituts, la demande est fortement élastique au prix.
Une entreprise dont l'objectif immédiat serait d'augmenter ses marges, doit faire augmenter la propension des consommateurs à payer pour ses produits. Pour Sharam Sadeghi, Apple a réussi à s'assurer une propension à payer élevée en faisant augmenter la valeur perçue de ses produits.
Les entreprises commandent souvent des études à des cabinets de conseil afin de déterminer la propension à payer de leurs consommateurs avant de lancer un produit.

## Méthodes de calcul et d'estimation
Les méthodes de calcul de la propension à payer sont multiples mais peuvent être regroupées en deux approches : directe et indirecte.
L'approche directe consiste à demander directement à un échantillon de consommateurs d'expliciter leurs préférences et le prix qu'ils sont prêts à payer pour ces biens. Cela passe généralement par l'utilisation de questionnaires. L'approche indirecte consiste à calculer à partir des choix des consommateurs entre différents produits alternatifs et un non-choix, c'est-à-dire de ne pas acheter le produit.
La propension à payer est déterminée par deux variables majeures : le prix de référence, qui est le prix des produits substituables, et la valeur de différenciation, c'est-à-dire la plus-value pour un consommateur d'obtenir un bien plutôt qu'un autre du fait de ce qu'il apparaît différent.